# Oligopogon pollinosus
Oligopogon pollinosus là một loài ruồi trong họ Asilidae. Oligopogon pollinosus được Engel miêu tả năm 1932. Loài này phân bố ở vùng nhiệt đới châu Phi.